# Francisco I. Madero (Hidalgo)
Francisco I. Madero è un comune del Messico, situato nello stato di Hidalgo.
La località è dedicata a Francisco Madero, eroe della rivoluzione messicana e presidente del Messico dal 1911 al 1913.